# Triorla interrupta
Triorla interrupta là một loài ruồi trong họ Asilidae. Triorla interrupta được Macquart miêu tả năm 1834.

## Hình ảnh

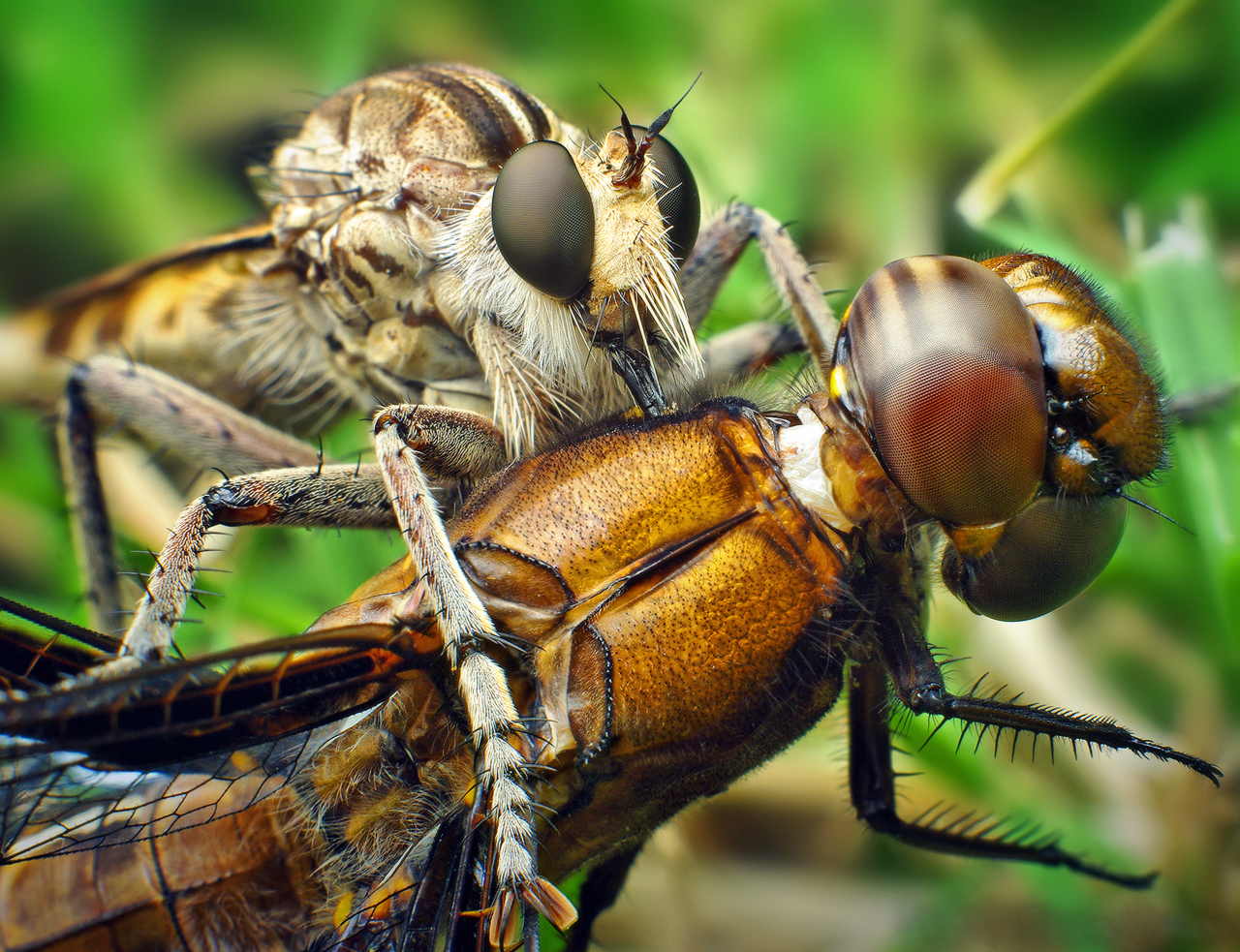